# Fámjin
Fámjin (IPA: [ˈfɔmjɪn], danska: Famien) är en by på Färöarna. Fámjin ligger i en vik på Suðuroys västkust omgivet av höga berg. Fámjin utgör hela Fámjins kommun och hade vid folkräkningen 2015 88 invånare.

## Namn
En sägen från 1500-talet beskriver hur orten fick sitt namn. Från början hette platsen Vesturvík och att det en dag var två män från Hov som var och fiskade utanför Vesturvík. Ett franskt skepp låg och inväntade mer vind. De två fiskarna bjöd in två franska kvinnor till sin roddbåt, troligtvis för att visa sin hälleflundrafångst. Medan de två franska kvinnorna var ombord rodde de två männen med full kraft tillbaka mot hamnen, medan fransmännen förtvivlat ropade Femme mien, femme mien!. Sedan dess har platsen hetat Fámjin. De två männen bosatte sig kort tid efter med sina nya franska kvinnor i Fámjin. Invånarna i Fámjin säger än idag att de har franskt blod i ådrorna.
Språkforskare menar dock att namnet Famjín härstammar från 1300-talet, då Färöarna och Shetlandsöarna låg under samma administration. Namnet Fámjin kan därför komma från det fornengelska fámig som adjektiv, foamy ("skum"), och från den mittengelska ändelsen -ende -ing eller -in. Namnet skulle i så fall betyda "skummande plats", vilket troligtvis kan syfta på att hela viken tidvis skummades upp från bränningen.[källa behövs]

## Historia
Fámjin omnämndes första gången i Hundbrevet från 1300-talet. Stenkyrkan i Fámjin byggdes mellan 1862 och 1876 och ritades av islänningen Guðbrandur Sigurðsson. I kyrkan finns en runsten från tiden efter reformationen 1538. Här finns också originalutgåvan av Färöarnas första flagga, Merkið, bevarad. Upphovsmannen till flaggan var nämligen studenten Jens Olivur Lisberg, född och uppvuxen i Fámjin, som under studier i Köpenhamn fick idén till flaggan 1919.
Den 29 mars 2005 skrev den danska utrikesministern Per Stig Møller och Färöarnas lagman Jóannes Eidesgaard under Fámjinsavtalet, vars avsikt är att förbättra färöingarnas inflytande på ögruppens egen utrikes- och säkerhetspolitik.

## Befolkningsutveckling
| Befolkningsutvecklingen i Fámjin 1985–2015 | Befolkningsutvecklingen i Fámjin 1985–2015 | Befolkningsutvecklingen i Fámjin 1985–2015 | Befolkningsutvecklingen i Fámjin 1985–2015 | Befolkningsutvecklingen i Fámjin 1985–2015 |
| ------------------------------------------ | ------------------------------------------ | ------------------------------------------ | ------------------------------------------ | ------------------------------------------ |
|                                            |                                            |                                            |                                            |                                            |
| År                                         |                                            |                                            | Folkmängd                                  |                                            |
| 1985                                       | 1985                                       |                                            | 130                                        |                                            |
| 1990                                       | 1990                                       |                                            | 122                                        |                                            |
| 1995                                       | 1995                                       |                                            | 124                                        |                                            |
| 2000                                       | 2000                                       |                                            | 112                                        |                                            |
| 2005                                       | 2005                                       |                                            | 110                                        |                                            |
| 2010                                       | 2010                                       |                                            | 108                                        |                                            |
| 2015                                       | 2015                                       |                                            | 88                                         |                                            |
|                                            |                                            |                                            |                                            |                                            |